# فاكهة للغربان
فاكهة للغربان، رواية عربية، للروائي اليمني أحمد زين. صدرت الرواية لأوّل مرة عام 2020 عن منشورات المتوسط في إيطاليا، ودخلت في القائمة الطويلة للجائزة العالمية للرواية العربية لعام 2021، المعروفة باسم «جائزة بوكر العربية».
يؤرخ أحمد زين في روايته لتمزق اليمنيين في الجنوب في بحور الشتات وضياع الهويات، واللذان اتسمت بهما فترة ما بين السبعينيات والثمانينيات في اليمن، وبالتحديد في جنوب اليمن الذي تخلص من استعمار إنجليزي حكمه بالحديد والنار، وارتمى في أحضان استعمار ناعم طحن أحلامه بالشعارات الشيوعية، فالرواية تحكي سيرة مدينة عدن اليمنية في الفترة ما بعد الوجود البريطاني، وسيطرة الحزب الاشتراكي الذي تولى الحكم، ولكنه بدأ ينهار داخليًا وتتنازعه الانقسامات والتعصب ليدخل البلاد في أتون من الصراعات.

## عن الرواية
تسرد رواية "فاكهة للغربان"، من خلال مذكرات نورا، حيوات شخوص عديدة تتقاطع مع حياة حبيبها "جياب"، الذي يأخذ من اسم القائد الفيتنامي لقبًا له، ومع هذه المذكرات يظهر صراع الرفاق على السلطة في نظام عدن الأشتراكي، في سبعينيات وثمانينات القرن الماضي، حيث يتغلب الإرث القبلي والعلاقات القرابية على شعارات الرفاقية الأممية المرفوعة وقتها، وهي الشعارات التي جذبت اليساريين العرب إلى هذه المدينة اليمنية فكانت المنفى والحلم المجهض.
في هذه الرواية يجلس صلاح المناضل اليساري ليكتب مذكرات زوجة رئيسه السابق في الدائرة الحزبية التي كان يعمل بها، بعد شهور من اختفائه.
مسرح الرواية هو مدينة عدن، بعد زوال الاحتلال وكيف يحولها الكاتب إلى منصة لإلتقاء الشخصيات والأحزاب من الأيديولوجيات الفكرية كافة، حيث السرد المكتظ بالتناقضات الإنسانية التي فرضها الواقع في ذلك الوقت، بين الحلم والكابوس، والأمل واليأس، والسلام والحرب، والفقر والغنى، والوطن اليوتوبي والمارين لنسج المؤامرات وتصفية الأجساد وقطف آمال الناس. لكن هذه المدينة المناضلة التي لا تموت لا تحتمل تكاثر الغربان في سمائها. وفي هذه الرواية جمال غريب يثير اهتمامنا بتتبع حيوات وشخوص هذا المنجز الجرئ، وخاصة البطل "جياب" قبل اختفائه الغامض، وعشيقته "نورا" قبل أن تنعطب قدماها، لتبدأ بسرد ذكرياتها، وقبل أن تصبح اليمن كلها فاكهة للغربان، في إشارة سردية بارعة تنبض بروح عدن الذي يبدأ الحدث فيها وينتهي، وحلمها الذي لم تستطع أن تنهض به، وهي المدينة التي ارتكبت أحلامً تفوق طاقاتها عن التحمل، بينما غربان جائرة تنقر نوافذ بيوتها وتنعق بالخراب، لتغدو مدينة محبطة ورمادية وخالية من وجوه الرفاق والثائرين.
كتب أحمد زين روايته على مدار 240 صفحة، وعبر 22 فصلاً تدخل القارئ في اللعبة الروائية، ليتتبع تفاصيل دقيقة وبالغة الحساسية والخطورة في مرحلة من تاريخ اليمن الجنوبي والرؤى السياسية الخاصة به في ثمانينيات القرن الماضي. كما يمكن القول أن رواية أحمد زين واقعية بكل ما تحمله من ثقل ووعورة وسخونة في المشاهد والأحداث السياسية والوقائع الحزبية، والكثير من الرموز والدلالات والاسقاطات آنذاك، إلاّ أن ما يشفع له هو استخدامه الاحترافي لطرق وأساليب سردية حديثة.
رواية "فاكهة للغربان" سردية تجربة الثورة في الجنوب اليمني، ومأساة صراع الرفاق صناع التجربة، وعلائقها بالحركة اليسارية عربياً وعالميًا، ومعاناة مدينة عدن، وويلات التجربة، وزهو انتصاراتها. ويمكن القول أن رمزية الفاكهة ودلالات وأبعاد تركها للغربان، ومقارنة قصة الغراب وهابيل وقابيل، عميقة وفاجعة قد تمتد إلى جنات عدن، وكانت فاكهة ناضجة في حركات التحرر العالمية ولدى الشيوعيين العرب والمعسكر الأشتراكي. والغراب العنوان، والمتكرر كثيرًا في السرد هزء عميق بالثوار، أكثر من تسفيه القرآن لغباء قابيل الذي عجز أن يكون في مستوى الغراب، ثوار حرب التحرر عجزوا عن حماية فاكهة الثورة من أنفسهم، فتقاتلوا عليها وتركوها للغربان والكلاب.
تمثل رواية "فاكهة للغربان" للروائي اليمني "أحمد زين" نوع من الروايات التي تعتمد على سرد المذكرات، بمعنى أن يجلس أبطال الرواية لسرد الذكريات، والحدث الرئيس يبدأ من اتفاق بين نورا وصلاح المهمش القادم من الأرياف ليكون ضمن التنظيم الاشتراكي الذي يتحكم في كل شيء جنوب اليمن على تسجيل مذكراتها، ومن هنا تقوم نورا بسرد ذكرياتها التي يسجلها صلاح ويربط بين أفكاره وما يسمعه فتكون هناك ملحوظات على لسانه، وتكملة لما تقول لتشكل بذلك استطراداته جزء آخر من السرد. وتضم الرواية ذات الطابع السياسي شخصيات من مختلف الدول العربية، والذين تجمعوا في عدن في تلك الفترة، من العراق وفلسطين والجزائر، وكل شخصية لها قصصها ومآسيها.
يعتمد أحمد زين في روايته على سرد قوي متماسك، يكشف فيه عن حقائق تتجاوز السطحية المعتادة في سرد الأوضاع التاريخية، ليكشف في المقام الأول عن الزيف والأخطاء التي ارتكبتها الحركات الوطنية، محولاً هذا النقد إلى قوة دافعة لفهم أعمق لمعنى الوطن والثورة. ويعيد زين في روايته رسم ملامح مدينة عدن، تلك المدينة التي لطالما كانت ملتقى الأيديولوجيات والثوارمن مختلف المشارب السياسية. وفاكهة الغربان كرواية لا تتوقف فقط عند رصد الأحداث التاريخية، بل تغوص في الأعماق الإنسانية لتسبر غور أحلام الناس ومخاوفهم، وحاجتهم الدائمة للبحث عن وطن لا تتلهمه الأطماع والخلافات. والرواية تتجاوز حدود السرد السياسي لتصبح رحلة نفسية وفلسفية عن معنى النضال والوطنية في عالم يسوده العموض والخذلان.
وبهذا الأسلوب المتماسك واللغة الغنية في الرواية، يثبت أحمد زين أنه أحد أبرز الأصوات الروائية اليمنية في الوقت الحاضر، وعمله يمكن أن يعد جزء من الأدب العربي المعاصر، الذي لا يقتصر على سرد الأحداث ووصفها، بل يذهب إلى ما هو أبعد، مستكشفًا المعاني الخفية وراء التجارب الإنسانية والسياسية.

## مقالات عن الرواية
- " فاكهة للغربان" رواية فاضحة للارتهان السياسي العربي، للروائى اليمني "الغربي عمران".
- رواية "فاكهة للغربان" .. رثاء "عدن" في زمن الخيبة، فيصل دراج، مدى الثقافي.
- فاكهة للغربان، لأحمد زين معضلة الواقع والحلم..جدارة السرد. رامي أو شهاب، القدس العربي، 2020م.
- رواية أحمد زين: فاكهة الرفاق التي أكلها الغربان. محمد عبد الوهاب الشيباني، 2020م.
- "فاكهة للغربان" .. السرد يدون الأحلام الشاردة. علاء الدين محمود، 2021م.
- رواية " فاكهة للغربان" لأحمد زين.. نعي للفكر الثوري وتشخيص لوجع النكوص والخيبات العربية. إبراهيم الحجري، 2021م

## اقتباسات
"تصمت لبُرْهَة ثمَّ سيسمعها تقول: مرَّة قال لي: لا أدري لماذا يعتريني شعور أن أحلامنا تواضعت، بعد أن كنَّا حالمين كباراً. وأتذكَّر أن وجهه تحوَّل يومها إلى علامة استفهام هائلة. قبل أن يواصل قائلاً: في تلك الأوقات، بعد رحيل آخر جندي بريطاني، لم نكن نمشي فوق الأرض، نبتت لنا أجنحة وطرْنا، ابتعدْنا عن الأرض وصرْنا نُحلِّق عالياً. حلمْنا بثورة مستمرَّة لتحرير الجوار كله، ورأيْنا بعين خيالنا بلداناً جديدة تنهض على أنقاض بلاد، عَرفت طويلاً الذُّلَّ وعبادة الطاغية. صنعت لنا مخيِّلاتنا جنات، الجميع فيها متساوٍ. فجأة، وكأنَّما أجنحتنا كانت من شمع، إذا بها تذوب في حرارة عدن وجوِّها الجحيمي، فتساقطْنا مرتطمين بالأرض التي لم نَخَلْها صلبةً فقط، بل كانت أكثر صلابة حتَّى من صخور ردفان. "

"في تلك الأوقات، بعد رحيل آخر جندي بريطاني، لم نكن نمشي فوق الأرض، نبتت لنا أجنحة، وطرْنا، ابتعدْنا عن الأرض، وصرْنا نُحلِّق عالياً. حلمْنا بثورة مستمرَّة لتحرير الجوار كله" 

"كانت البلاد كلها تصحو وتغفو على وقع الأناشيد الثَّوريَّة التي تُمجِّد الثُّوَّار. اللحظات تمرُّ بطيئة مشحونة بالتَّوتُّر والقلق. والجميع يتعجَّل تحقُّق الوعود للعبور إلى حياة الرفاه والحُرِّيَّة".